# バックホーン湖 (カナダ)

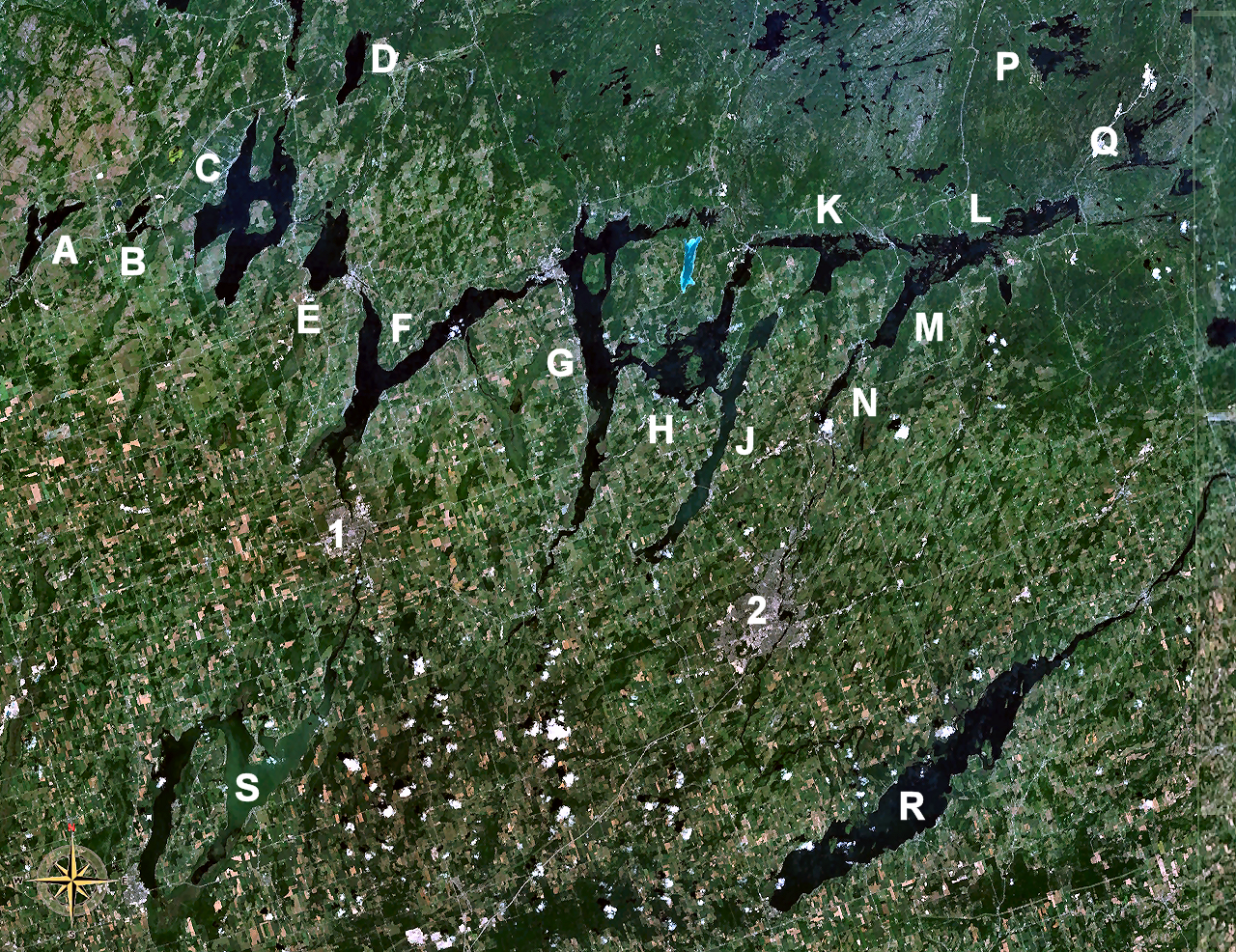
カワーサ湖群、Hがバックホーン湖

バックホーン湖 (Buckhorn Lake) はカナダのオンタリオ州ピーターボロ郡にある湖。カワーサ湖群の湖のひとつ。
面積31.19km²、最大水深14.3m。標高245m。西部でピジョン湖に、南東部でチェモン湖と繋がる。他に北のサンディ湖からのサンディ・クリークがある。湖北東部のバックホーンにはトレント・セバーン水路のダムと閘門31があり、ロウアーバックホーン湖への流出を制御している。
湖周辺にはバックホーン、カーブレイク・ファーストネイション、ギャノンビレッジ、ギャノンビーチ、カワーサハイダウェイ、キンバリーパーク、オークオーチャード、ヤングスコーブがある。